# Jamie Pollock
Pour les articles homonymes, voir Pollock.
Jamie Pollock est un footballeur puis entraîneur anglais, né le 16 mars 1974 à Stockton-on-Tees, Angleterre. Évoluant au poste de milieu défensif, il est principalement connu pour ses saisons à Middlesbrough, CA Osasuna, Bolton Wanderers, Manchester City et Crystal Palace.

## Biographie

### Carrière de joueur
Natif de Stockton-on-Tees, dans le comté de Durham, il est formé puis passe professionnel dans le grand club du comté, Middlesbrough. Il signe son premier contrat professionnel le 18 décembre 1991 et reste à Boro six saisons pendant lesquelles il joue 155 matches de championnat pour 18 buts inscrits. Il remporte le titre de champion de First Division en 1994-95.
Le 3 septembre 1996, il donne une nouvelle direction à sa carrière en quittant l'Angleterre pour découvrir le championnat espagnol en s'engageant gratuitement pour le CA Osasuna. Mais son adaptation ne se passe pas du tout comme prévu, et après un peu plus de 2 mois et seulement 2 matches joués, il retourne en Angleterre pour y jouer la First Division avec Bolton Wanderers, le 15 novembre 1996, pour 1 500 000£. Il remporte pour la 2e fois le titre de champion de First Division, avec son nouveau club à l'issue de la saison 1996-97.
Il retrouve ainsi la Premier League pour la saison 1997-98. Le 20 mars 1998, il s'engage pour Manchester City pour 1 000 000£.
Les Citizens sont alors en train de lutter dans le bas du classement de la First Division. Lors de l'avant-dernière journée de championnat, City reçoit QPR, lui aussi menacé, dans un match couperet. City avait absolument besoin d'une victoire mais n'obtient que le nul 2-2 grâce à Georgi Kinkladze et Lee Bradbury contre des buts de Mike Sheron et à un csc spectaculaire et resté dans les annales de Pollock. À la réception à l'entrée de sa surface d'un centre d'un adversaire, son contrôle imprécis a pour conséquence de faire un coup du sombrero sur l'attaquant adverse et, sans que la balle ne retouche le sol, il veut faire une passe de la tête à son propre gardien mais le lobe malencontreusement. Ce résultat condamne Manchester City à jouer dans le 3e niveau de la Football League pour la première fois de son histoire et sauve QPR. Un sondage humoristique effectué auprès des supporteurs de QPR le met à la première place des personnes les plus importantes des derniers 2 000 ans, Jésus étant en 2e position.
Le 11 août 2000, il est transféré à Crystal Palace pour 750 000£. Il est prêt pour deux mois à Birmingham City en 2001. Il est libéré de son contrat avec Crystal Palace le 1er mars 2002 pour lui permettre de se trouver un nouveau club. Après un essai à Grimsby Town, il choisit finalement de prendre sa retraite de joueur professionnel tout en continuant à jouer en non-league et en se reconvertissant comme dirigeant de Polton Glasses, l'entreprise familiale de confection lunetière.

### Carrière internationale
Il reçoit trois sélections en 1994 et 1995 pour l'équipe d'Angleterre espoirs.

### Carrière d'entraîneur
Il entraîne deux clubs de non-league de la ville de Spennymoor : Spennymoor United (en) de 2003 à 2005 puis Spennymoor Town (en) de 2005 à 2007.